# Авраам Бет-Раббанский
Авраам Бет-Раббанский (сир. ‍ܐܒ‍ܪܗܡܬ ܪܒ‍ܢ) — сирийский христианский богослов и писатель Церкви Востока. Известен как начальник Нисибинской богословской школы.

## Биография
Родился в середине V века, в подростковом возрасте начал монашескую жизнь под руководством богослова и ректора Нисибинской школы Нарсая. После смерти Нарсая, предположительно в 503 году, возглавил богословскую Нисибинскую школу, которую возглавлял в течение шестидесяти лет. В 561 году император Византийской империи Юстиниан I инициировал богословские переговоры с представителями Церкви Востока в Константинополе, с целью возобновления церковного единства. Авраам Бет-Раббанский, ссылаясь на преклонный возраст и свою работу в богословской школе отказался от поездки. Авраам отправил в Константинополь епископа Нисибина Павла, которому передал составленное лично исповедание веры и в письме императору Юстиниану отказался исключить из диптихов Церкви Востока имена Диодора Тарсийского, Феодора Мопсуестийского и Нестория. По сохранившимся источникам богословские взгляды Авраама Бет-Раббанского можно охарактеризовать как «строгое дифизитство». В Халдейском бревиарии имеется молитва (тешбохта), приписываемая Аврааму Бет-Раббанскому. Считается учителем выдающего восточно-сирийского богослова Баввая Великого.